# Regiony Włoch
Regiony (wł. l. poj. regione, l. mn. regioni) w Republice Włoskiej utworzono w 1948 r. i stanowią one jednostkę podziału terytorialnego najwyższego szczebla. Terytorium całego kraju jest podzielone na 20 regionów, które – na mocy art. 117 tamtejszej konstytucji – mają zagwarantowaną sporą niezależność administracyjną.
- 15 z nich to tzw. regiony zwykłe – formalnie zostały ustanowione w 1970 r., a dzięki reformie konstytucyjnej z 2001 r. posiadają zwiększone uprawnienia legislacyjne, jednak finansowanie poszczególnych sfer życia w ich granicach odbywa się przede wszystkim z budżetu centralnego;
- 5 z nich (od 1948 r.: Dolina Aosty, Sardynia, Sycylia, Trydent-Górna Adyga, a od 1963 r. Friuli-Wenecja Julijska) posiada nadany specjalny status autonomii (tzw. regiony specjalne) - wynikający z uwarunkowań geograficznych, historycznych i obecności mniejszości narodowych - gwarantujący im bardzo duże uprawnienia fiskalne, ustawodawcze oraz administracyjne, w takich dziedzinach jak edukacja, zdrowie, czy infrastruktura (art. 116 włoskiej konstytucji). Budżety tych regionów tworzone są w znacznej mierze ze środków własnych (np. Dolina Aosty i Trydent-Górna Adyga mają prawo pozostawienia sobie od 90% do 100% podatków pobranych w regionie).

Wszystkie regiony posiadają własny statut – akt prawny, w którym określono formę rządu, a także podstawowe zasady organizacji i funkcjonowania. Zgodnie z art. 121 konstytucji, każdy region ma wybieralną radę regionalną (consiglio regionale) oraz odpowiednik polskiego zarządu województwa – regionalny komitet wykonawczy (giunta regionale), na czele którego stoi - wybierany w wyborach powszechnych - prezydent (presidente della giunta regionale, inaczej presidente della regione, bądź governatore). Komitet jest odpowiedzialny przed radą i musi podać się do dymisji w przypadku utraty jej zaufania.

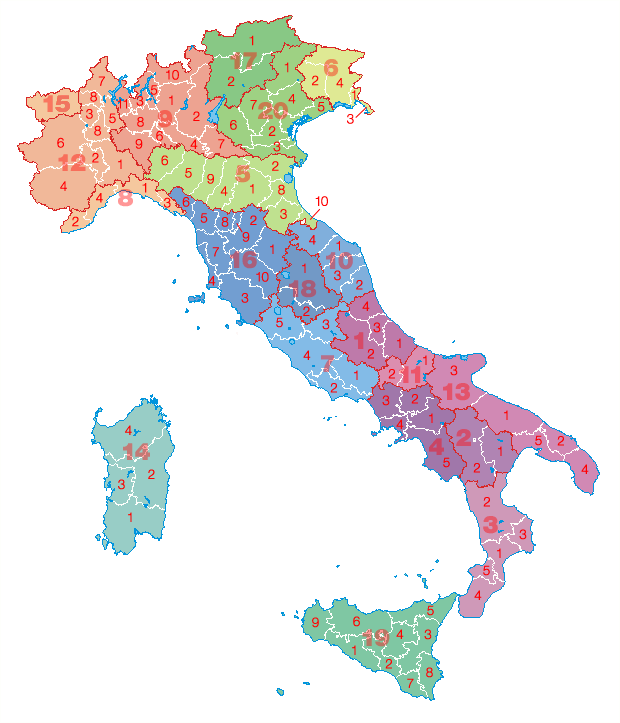
Podział Włoch na regiony i prowincje

Włoskie regiony (z wyjątkiem Doliny Aosty i Friuli-Wenecja Julijska) dzielą się na prowincje, te zaś na gminy.

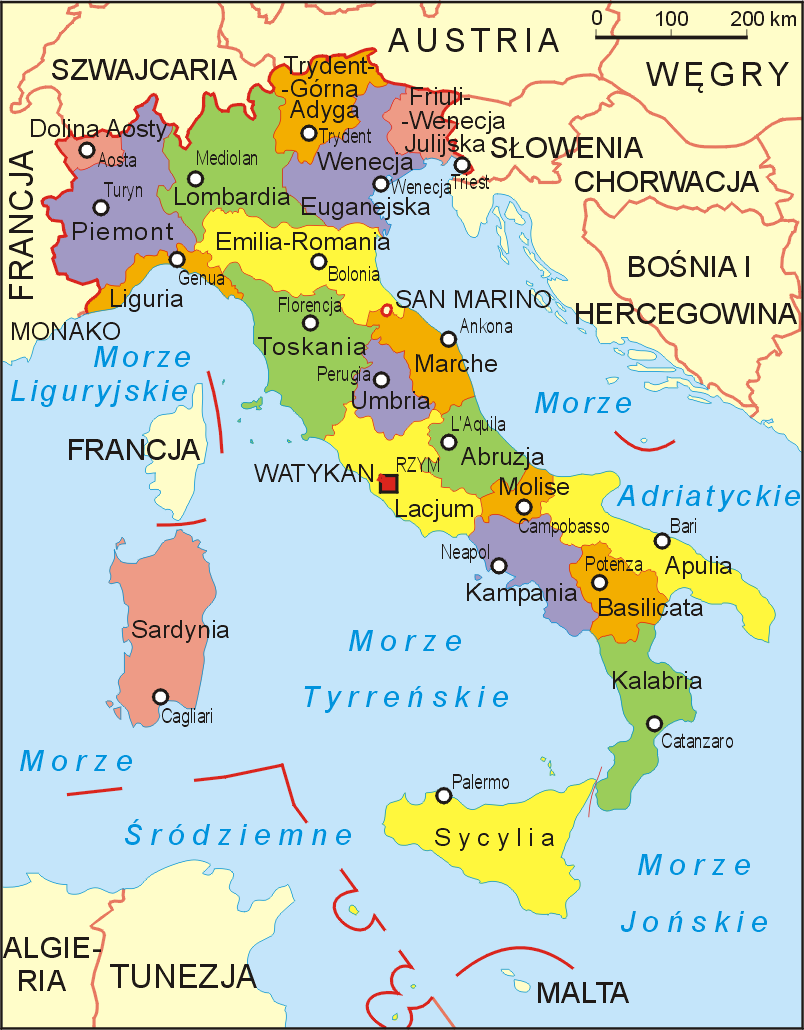
Podział Włoch na 20 regionów wraz z ich nazwami i stolicami.

Autonomiczne regiony specjalne we Włoszech (kolor czerwony).

## Wykaz regionów
| Flaga | Nazwa polska            | Nazwa włoska                 | Stolica    | Ludność (styczeń 2025) | Powierzchnia (km²) |
| ----- | ----------------------- | ---------------------------- | ---------- | ---------------------- | ------------------ |
|       | Abruzja                 | Abruzzo                      | L’Aquila   | 1 268 430              | 10 828,89          |
|       | Apulia                  | Puglia                       | Bari       | 3 874 166              | 19 541,03          |
|       | Basilicata¹             | Basilicata                   | Potenza    | 529 897                | 10 071,59          |
|       | Dolina Aosty            | Valle d’Aosta/Vallée d’Aoste | Aosta      | 122 714                | 3 258,61           |
|       | Emilia-Romania²         | Emilia-Romagna               | Bolonia    | 4 465 678              | 22 501,82          |
|       | Friuli-Wenecja Julijska | Friuli-Venezia Giulia        | Triest     | 1 194 095              | 7 936,83           |
|       | Kalabria                | Calabria                     | Catanzaro  | 1 832 147              | 15 212,65          |
|       | Kampania                | Campania                     | Neapol     | 5 575 025              | 13 667,85          |
|       | Lacjum                  | Lazio                        | Rzym       | 5 710 272              | 17 236,49          |
|       | Liguria                 | Liguria                      | Genua      | 1 509 908              | 5 417,71           |
|       | Lombardia³              | Lombardia                    | Mediolan   | 10 035 481             | 23 862,87          |
|       | Marche                  | Marche                       | Ankona     | 1 481 252              | 9 344,54           |
|       | Molise                  | Molise                       | Campobasso | 287 966                | 4 459,80           |
|       | Piemont                 | Piemonte                     | Turyn      | 4 255 702              | 25 391,67          |
|       | Sardynia                | Sardegna                     | Cagliari   | 1 561 339              | 24 106,30          |
|       | Sycylia                 | Sicilia                      | Palermo    | 4 779 371              | 25 824,33          |
|       | Toskania⁴               | Toscana                      | Florencja  | 3 660 834              | 22 985,01          |
|       | Trydent-Górna Adyga     | Trentino-Alto Adige/Südtirol | Trydent    | 1 086 095              | 13 605,97          |
|       | Umbria⁵                 | Umbria                       | Perugia    | 851 954                | 8 463,97           |
|       | Wenecja Euganejska      | Veneto                       | Wenecja    | 4 851 851              | 18 351,49          |

¹ Do regionu Basilicata należy także eksklawa w Apulii o nazwie Iesce.
² Do regionu Emilia-Romania należą także dwie eksklawy w Lombardii o nazwach: Lama Superiore oraz Valle Inferiore, i dodatkowo jedna eksklawa w Toskanii o nazwie San Pellegrino.
³ Do regionu Lombardia należy także włoska eksklawa w Szwajcarii o nazwie Campione d'Italia, i dodatkowo dwie eksklawy w Piemoncie jako: koryto rzeki Pad oraz San Pio.
⁴ Do regionu Toskania należy także eksklawa w Emilii-Romanii o nazwie Ca' Raffaello.
⁵ Do regionu Umbria należy także eksklawa w Marche o nazwie Monte Ruperto.